# Улица Закияна (Ереван)
Улица Закияна (арм. Զաքյան փողոց) — улица в Ереване, в центральном районе Кентрон. Проходит от улицы Амиряна до улицы Григора Лусаворича. Одна из границ Детского парка.

## История
Современное название в честь советского военачальника, полковника Семёна Закияна (1899—1942), командира дивизии.
В доме на этой улице прошло детство будущего директора Эрмитажа М. Б. Пиотровского: «Двор у нас был чудесный. В разных частях дома жили многочисленные родственники и друзья. Посредине двора был каменный стол, воду брали из двух колонок, еще одна колонка с артезианской водой была на улице, за забором; тут же во дворах стояли туалеты. Канализации ведь не было».
В 1960-е годы старая застройка улицы была снесена, а на этом месте возведены новые пятиэтажные дома.

## Достопримечательности

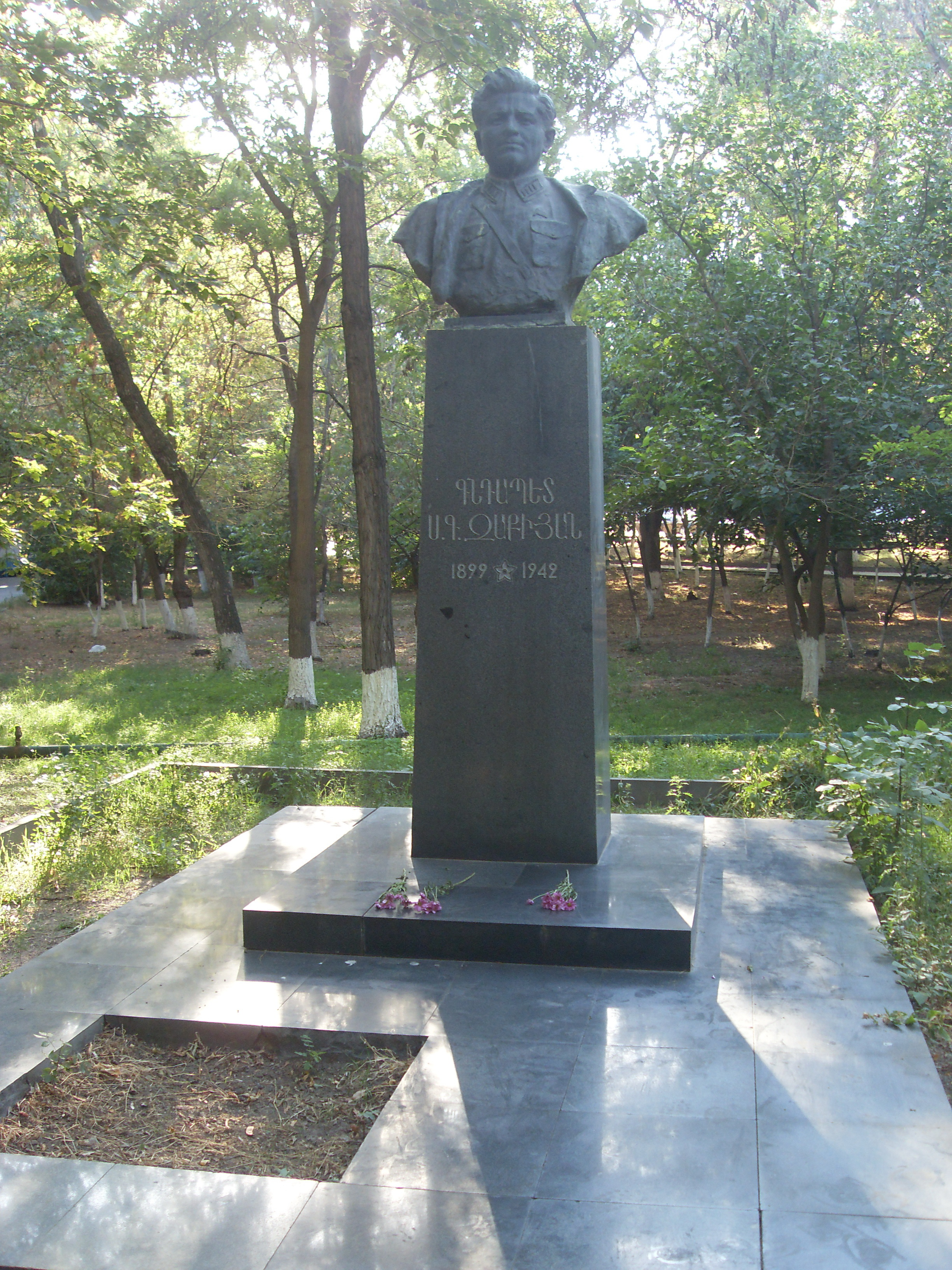
Памятник С. Закияну

д. 2 — школа № 25 им. Асканаза Мравяна
Могила и памятник Семёна Закияна (Детский парк)
Бюст Мхитара Гоша (на фасаде д. 7/3)

## Известные жители

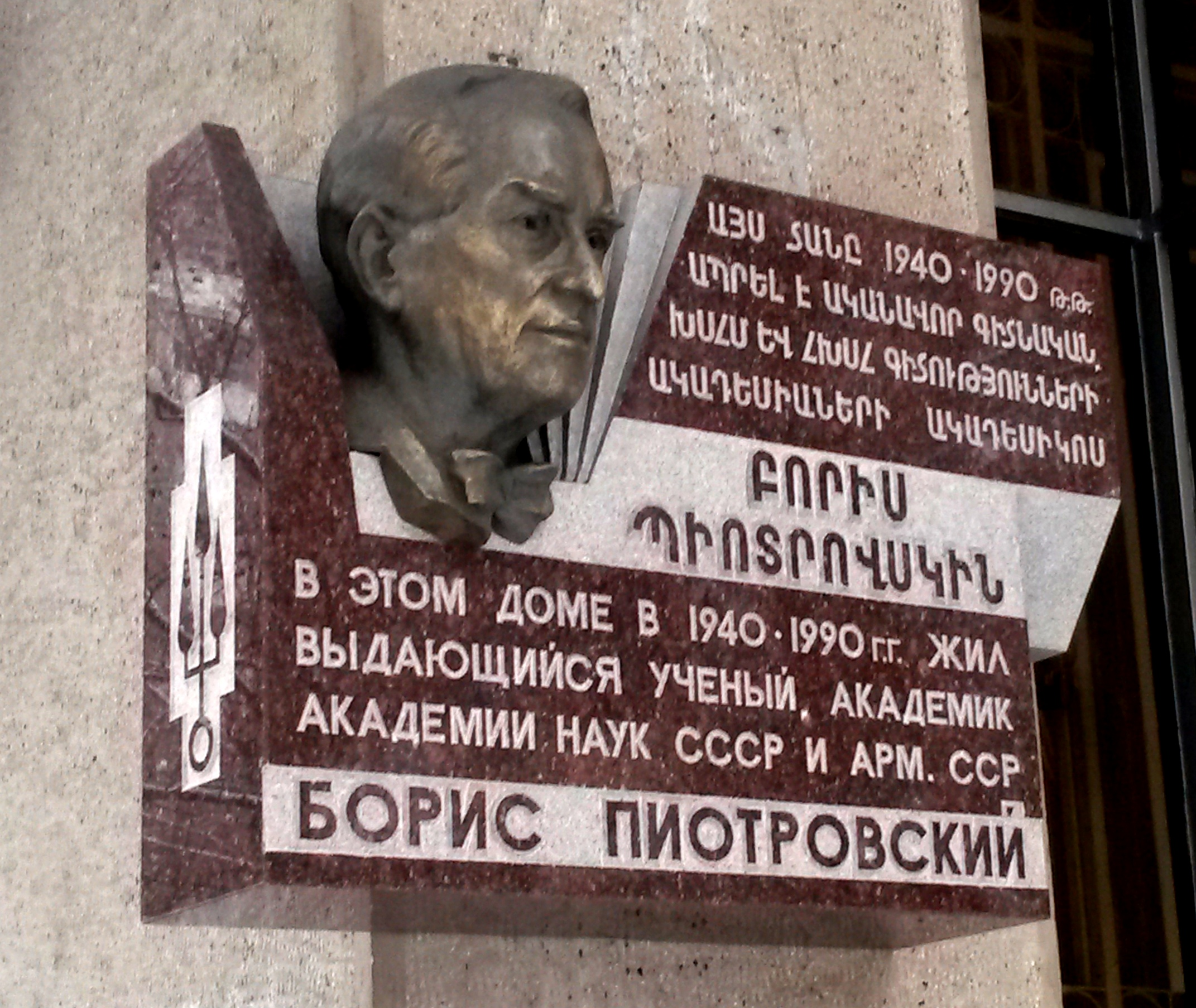

д. 2 — Борис Пиотровский (мемориальная доска)
д. 8 — Спартак Кнтехцян (мемориальная доска), Тигран Нагдалян.
д. 10 — Мнацакан Саруханян (мемориальная доска)
Фадей Саркисян
Левон Хачикян